# 新鶴站

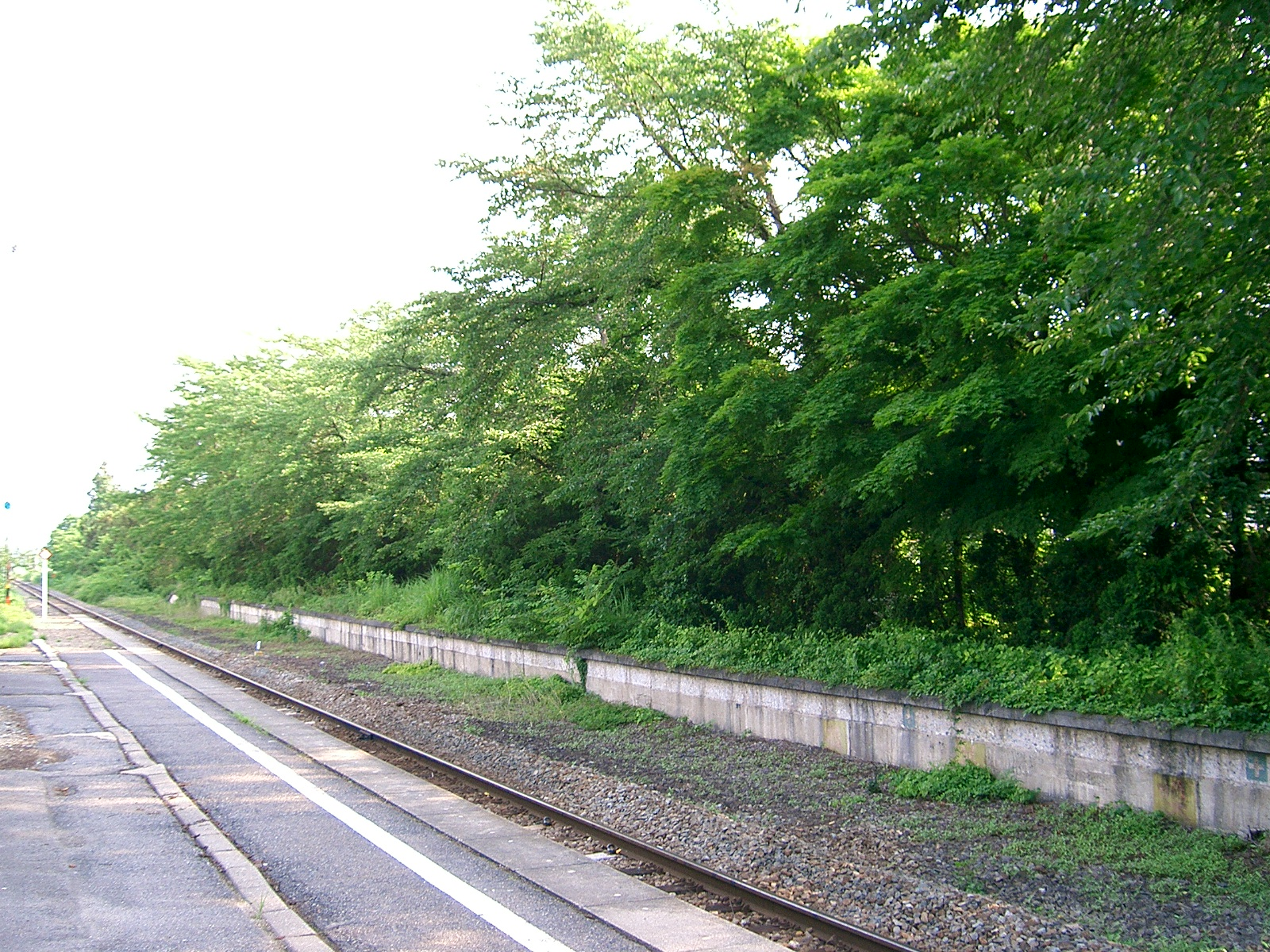
月台（左邊是現時使用的月台，右邊是曾經使用的月台）（2006年7月）

新鶴站（日语：／ Niitsuru eki */?）是位於福島縣大沼郡會津美里町立石田字下石田甲257番2號，東日本旅客鐵道（JR東日本）的只見線車站。

## 歷史
- 1926年（大正15年）10月15日：此一般車站啟用。
- 1971年（昭和46年）8月29日：結束貨物起卸業務。
- 1986年（昭和61年）
  - 2月1日：結束行李起卸業務。
  - 11月7日：成為無人車站（在隣接的農協GS內售賣車票）。
- 1987年（昭和62年）4月1日：伴隨國鐵分割民營化，車站由東日本旅客鐵道（JR東日本）營運。
- 2000年（平成12年）3月：翻新車站大樓。

## 車站構造
此站是地面車站，設有1面1線的單式月台。原本此站設有2面2線的相對式月台和2條貨物月台。
此站是由會津坂下站管理的無人車站。
關於貨物業務，此站曾經發送在新鶴名產的新鶴米，以及木材、枕木、穀物。而到達的貨物包括肥料、水泥、碎石和煤炭。現時的貨物起卸業務已經廢止。
在2000年（平成12年），新車站大樓開始使用。大樓設計與會津高田站和會津本鄉站相同，大樓內設有候車室。
在撤走的月台後方設有鐵路防雪林。

## 使用狀況
在2004年度的1日平起乘車人次為44人。
| 乘車人員變化 | 乘車人員變化 |
| 年度         | 1日平均人次  |
| ------------ | ------------ |
| 2000         | 68           |
| 2001         | 60           |
| 2002         | 58           |
| 2003         | 60           |
| 2004         | 44           |

## 車站周邊
- JA會津四葉（日语：会津よつば農業協同組合）新鶴分店
- 日枝神社
- 田子藥師堂
- 會津美里町公所新鶴分所（舊·新鶴村（日语：新鶴村）公所）
- 新鶴郵局（日语：新鶴郵便局）
- 會津美里町立新鶴小學
- 會津美里町立新鶴中學
- 新鶴改善中心
- 新鶴公民館
- 日間服務　千歲
- 新鶴Home
- 福島縣道22號會津坂下會津高田線（日语：福島県道22号会津坂下会津高田線）
- 福島縣道59號會津若松三島線（日语：福島県道59号会津若松三島線）
- 福島縣道221號新鶴停車場線（日语：福島県道221号新鶴停車場線）
- 新鶴溫泉（日语：新鶴温泉）（乘車3分鐘）

## 巴士路線
| 巴士站 | 系統   | 主要途經             | 目的地           | 巴士公司       | 備註         |
| ------ | ------ | -------------------- | ---------------- | -------------- | ------------ |
|        | 新鶴線 | 沼田                 | 新鶴溫泉         | 會津乘合自動車 | 假日暫停服務 |
|        | 新鶴線 | 東本田、蟹川、神明通 | 若松站前巴士總站 | 會津乘合自動車 | 假日暫停服務 |

## 相鄰車站
東日本旅客鐵道（JR東日本）
■只見線
根岸－新鶴－若宮

## 注腳
1. ↑  第120回福島県統計年鑑 （页面存档备份，存于）（日語）

## 外部連結
- 車站資訊（新鶴）：東日本旅客鐵道（日語）